# Michele Di Tolve
Michele Di Tolve (* 19. května 1963 Milán) je italský římskokatolický duchovní a biskup.

## Život
Narodil se 19. května 1963 v Milánu.
Vstoupil do arcibiskupského semináře v rodném městě. Dne 10. června 1989 byl kardinálem Carlem Maria Martinim vysvěcen na kněze. Stal se farním vikářem u svatého Gervase a Protase v Novate Milanese. Roku 1996 byl přemístěn do farnosti v Cassina de' Pecchi. Dne 1. září 2007 jej kardinál Dionigi Tettamanzi jmenoval vedoucím diecézního úřadu pro katolické náboženství a pastorační scholastiku.
Od 25. června 2014 působil jako rektor arcibiskupského semináře. Dne 8. září 2015 se stal čestným kanovníkem Milánského dómu. Později vykonával další pastorační služby ve farnostech.
Dne 26. května 2023 jej papež František jmenoval pomocným biskupem diecéze Řím a titulárním biskupem z Horrei. Od 4. července byl ustanoven také rektorem Papežského římského většího semináře. Biskupské svěcení přijal 2. září z rukou arcibiskupa Maria Delpini a spolusvětiteli byli kardinál Angelo De Donatis a biskup Giovanni Luca Raimondi.